# LVI Krajowy Festiwal Piosenki Polskiej w Opolu
LVI (56.) Krajowy Festiwal Piosenki Polskiej w Opolu odbył się w dniach 14–17 czerwca 2019.
Organizatorem festiwalu była Telewizja Polska (TVP1, TVP Kultura) i miasto Opole. Transmisję z festiwalu oglądało średnio 2,24 mln widzów.

## Koncert „Od Opola do Opola”
- Koncert odbył się 14 czerwca 2019[3].
- Reżyser koncertu: Konrad Smuga[4].
- Prowadzący: Tomasz Kammel[4].
- Stanisława Celińska odebrała Platynową Płytę za album Malinowa....

### Lista wykonawców
| „Od Opola do Opola” | „Od Opola do Opola”               | „Od Opola do Opola”                                                                   |
| Lp.                 | Wykonawca                         | Piosenka                                                                              |
| ------------------- | --------------------------------- | ------------------------------------------------------------------------------------- |
| 1.                  | Golec uOrkiestra                  | „Ściernisko” „Lornetka”                                                               |
| 1.                  | Golec uOrkiestra Bedoes           | „Górą Ty”                                                                             |
| 2.                  | Ania Dąbrowska                    | „Porady na zdrady (Dreszcze)” „W głowie”                                              |
| 3.                  | Piotr Cugowski                    | „Kto nie kochał”                                                                      |
| 4.                  | Roksana Węgiel                    | „Anyone I Want to Be”                                                                 |
| 5.                  | Majka Jeżowska                    | „Najpiękniejsza w klasie” „A ja wolę moją mamę”                                       |
| 5.                  | Majka Jeżowska Krystyna Prońko    | „On nie kochał nas”                                                                   |
| 6.                  | Anna Wyszkoni                     | „Nie chcę cię obchodzić” „Księżyc nad Juratą”                                         |
| 7.                  | Felicjan Andrzejczak              | „Jolka, Jolka pamiętasz” „Noc komety” (z repertuaru Budki Suflera)                    |
| 8.                  | Feel Lanberry                     | „Gotowi na wszystko”                                                                  |
| 9.                  | Papa D                            | „Nietykalni” „O-La-La” „Naj story” „Maxi singiel” „Ocean wspomnień” „Nasz Disneyland” |
| 10.                 | Varius Manx Kasia Stankiewicz     | „Piosenka księżycowa” „Kot bez ogona”                                                 |
| 11.                 | Sylwia Grzeszczak                 | „Księżniczka” „Tamta dziewczyna”                                                      |
| 11.                 | Sylwia Grzeszczak Liber           | „Dobre myśli”                                                                         |
| 12.                 | Lanberry                          | „Nie ma mnie”                                                                         |
| 13.                 | Tulia                             | „Krakowski spleen” „Ta noc do innych jest niepodobna” (z repertuaru Maanamu)          |
| 14.                 | Anna Wyszkoni                     | „To tylko tango”                                                                      |
| 15.                 | Sławek Uniatowski                 | „Pod Papugami” (z repertuaru Czesława Niemena)                                        |
| 16.                 | Kortez                            | „Hej Wy” „Doskonały dzień”                                                            |
| 17.                 | Alicja Majewska Włodzimierz Korcz | „Przed nocą i mgłą”                                                                   |
| 17.                 | Alicja Majewska Artur Andrus      | „Na dwa dni”                                                                          |
| 18.                 | Stanisława Celińska               | „Ptakom podobni” „Atramentowa rumba” „Gdzie jesteś dziewczyno?”                       |

Edyta Górniak na próbach do koncertu „Od Opola do Opola”, zasłabła i trafiła do szpitala klinicznego.

## Koncert „Debiuty”
- Koncert odbył się 14 czerwca 2019[3].
- Reżyser koncertu: Dariusz Goczał[4].
- Prowadzący: Robert Motyka, Michał Paszczyk, Michalina Sosna[4].
- Podczas koncertu „Debiuty” wystąpiła Ania „AniKa” Dąbrowska (laureatka drugiej edycji The Voice Kids), która wykonała swój przebój „Małe skrzydła”
- Nagroda Publiczności (sms): Aleksandra Nykiel „Moja siła”.
- Nagroda im. Anny Jantar „Karolinka” (jury): Sargis Davtyan „Powiedz”.
- Skład jury: Alicja Węgorzewska, Agnieszka Szydłowska, Rafał Poliwoda, Maciej Miecznikowski, Rafał Bryndal.

| „Debiuty” | „Debiuty”                                                    | „Debiuty”        |
| Lp.       | Wykonawca                                                    | Piosenka         |
| --------- | ------------------------------------------------------------ | ---------------- |
| 1.        | Justyna Jary                                                 | „A/ja”           |
| 2.        | Sonbird (laureat NCPP)                                       | „Niepoważny”     |
| 3.        | Sargis Davtyan                                               | „Powiedz”        |
| 4.        | Michał Wiśniewski (laureat Festiwalu Zaczarowanej Piosenki)  | „Zew”            |
| 5.        | Natalia Zastępa                                              | „Za późno”       |
| 6.        | Sąstąd                                                       | „Indeks”         |
| 7.        | Magdalena Bańkowska-Moskwa                                   | „Oszukać czas”   |
| 8.        | Brudne Gary                                                  | „Brudne gary”    |
| 9.        | Żelka                                                        | „Za swoje”       |
| 10.       | Vigonez Music                                                | „Ty jesteś kimś” |
| 11.       | Aleksandra Nykiel (laureatka „Szansy na sukces. Opole 2019”) | „Moja siła”      |
| 12.       | Jagoda Kret                                                  | „A ty bądź”      |

## Koncert „Premiery”
- Koncert odbył się 15 czerwca 2019.
- Reżyser koncertu: Bolesław Pawica[4].
- Prowadzący: Agata Konarska, Artur Orzech[4].
- Występy podczas koncertu „Premiery”:
  - Sławek Uniatowski, Kasia Moś & Kasia Wilk wykonali wspólnie „Radość o poranku” (z repertuaru Grupy I)
  - Tulia – laureat zeszłorocznych Premier wykonały „Jeszcze cię nie ma”
  - Sławek Uniatowski wykonał „Masz w oczach dwa nieba” (z repertuaru zespołu Vox)
  - Antek Smykiewicz wykonał „Wszystko czego dziś chcę” (z repertuaru Izabeli Trojanowskiej)
  - Kasia Moś wykonała „Drzwi” (z repertuaru zespołu O.N.A.
Agnieszki Chylińskiej)
  - Mateusz Ziółko wykonał „Świat się pomylił” (z repertuaru Patrycji Markowskiej)
  - Kasia Wilk wykonała „Boso” (z repertuaru zespołu Zakopower)
- Nagroda za muzykę (ZAiKS): Ania Karwan, Tomasz Świerk, Bogdan Kondracki „Słucham Cię w radiu co tydzień”.
- Nagroda za słowa do piosenki (ZAiKS): Ania Karwan, Karolina Kozak „Słucham Cię w radiu co tydzień”.
- Nagroda „Premiery” (jury): Ania Karwan „Słucham Cię w radiu co tydzień”.
- Nagroda publiczności im. Karola Musioła: Marcin Sójka „Dalej”.
- Skład jury: Alicja Węgorzewska, Rafał Poliwoda, Agnieszka Szydłowska, Tomasz Lipiński, Piotr Rubik.

| „Premiery” | „Premiery”                     | „Premiery”                       |
| Lp.        | Wykonawca                      | Piosenka                         |
| ---------- | ------------------------------ | -------------------------------- |
| 1.         | Olga Bończyk                   | „Więcej niż kochanek”            |
| 2.         | Ania Karwan                    | „Słucham Cię w radiu co tydzień” |
| 3.         | Patryk Kumór                   | „Hooligan”                       |
| 4.         | Monika Kuszyńska               | „Nie ma rady na miłość”          |
| 5.         | Maciej Miecznikowski & Leszcze | „Studniówka”                     |
| 6.         | Marcin Sójka                   | „Dalej”                          |
| 7.         | Izabela Trojanowska            | „Wakacyjna miłość”               |
| 8.         | Szymon Wydra & Carpe Diem      | „Odpowiedź”                      |
| 9.         | 4Dreamers                      | „Słowa na pół”                   |

## Koncert piosenek literackich i kabaretowych „Walizki moje pełne snów...”, czyli podróż poety
- Koncert którego motywem była podróż, jako siła napędowa do spełniania marzeń i własnego rozwoju, odbył się 15 czerwca 2019[4][8].
- Reżyser koncertu: Beata Szymańska–Masny[4].
- Prowadzący: Krzysztof Respondek[4].

### Lista wykonawców
| „Walizki moje pełne snów...”, czyli podróż poety | „Walizki moje pełne snów...”, czyli podróż poety              | „Walizki moje pełne snów...”, czyli podróż poety | „Walizki moje pełne snów...”, czyli podróż poety |
| Lp.                                              | Wykonawca                                                     | Piosenka                                         | Wykonawca oryginalny                             |
| ------------------------------------------------ | ------------------------------------------------------------- | ------------------------------------------------ | ------------------------------------------------ |
| 1.                                               | Maciej Miecznikowski                                          | „Absolutnie”                                     | Wojciech Młynarski                               |
| 2.                                               | Katarzyna Żak                                                 | „Ballada wagonowa”                               | Maryla Rodowicz                                  |
| 3.                                               | Elżbieta Romanowska                                           | „Wars wita was”                                  | Wały Jagiellońskie i Rudi Schuberth              |
| 4.                                               | Joanna Kurowska Grzegorz Kucias Stefan Każuro                 | „Wieczór na dworcu w Kansas City”                | Skaldowie                                        |
| 5.                                               | Łukasz Zagrobelny                                             | „Taksówka nr 5”                                  | 2 plus 1                                         |
| 6.                                               | Bartosz Porczyk                                               | „Wspinaczka (czyli historia pewnej rewolucji)”   | Lady Pank                                        |
| 7.                                               | Katarzyna Dąbrowska                                           | „Asfaltowe łąki”                                 | Grupa ABC                                        |
| 8.                                               | Pola Gonciarz                                                 | „Szepty i łzy”                                   | Anna Maria Jopek                                 |
| 9,                                               | Marek Kaliszuk                                                | „Remedium”                                       | Maryla Rodowicz                                  |
| 10.                                              | Maciej Musiałowski                                            | „Hop szklankę piwa”                              | Marek Grechuta                                   |
| 11.                                              | Marcel Sabat                                                  | „W pięciu smakach”                               | Monika Brodka                                    |
| 12.                                              | Joanna Kurowska                                               | „Jeszcze w zielone gramy”                        | Wojciech Młynarski                               |
| 13.                                              | Pola Gonciarz Marcel Sabat Maria Pawłowska Maciej Musiałowski | „Nieboskłon”                                     | Męskie Granie 2017                               |
| 14.                                              | Katarzyna Pakosińska                                          | „W siną dal”                                     | Bohdan Łazuka Iga Cembrzyńska                    |
| 15.                                              | Olga Bończyk                                                  | „Nie pożałuje pan”                               | Kalina Jędrusik                                  |
| 16.                                              | Katarzyna Żak                                                 | „W drodze do Fontainbleau”                       | Bogusław Mec Krystyna Giżowska                   |
| 17.                                              | Jolanta Fraszyńska Krzysztof Respondek                        | „Na plażach Zanzibaru”                           | Grzegorz Turnau                                  |
| 18.                                              | Maria Pawłowska                                               | „Peruwianka”                                     | Iga Cembrzyńska                                  |
| 19.                                              | Magdalena Kumorek                                             | „Ja z podróży”                                   | Maryla Rodowicz                                  |
| 20.                                              | Emilia Komarnicka-Klynstra                                    | „Motorek”                                        | Marek Grechuta                                   |
| 21.                                              | Maciej Miecznikowski                                          | „Idź swoją drogą”                                | Raz, Dwa, Trzy                                   |
| 22.                                              | Bartosz Porczyk                                               | „Lokomotywa z ogłoszenia”                        | Perfect                                          |
| 23.                                              | Katarzyna Dąbrowska Łukasz Zagrobelny                         | „Czas relaksu”                                   | Andrzej i Eliza                                  |
| 24.                                              | Krzysztof Respondek (oraz wszyscy wykonawcy koncertu)         | „Znów wędrujemy” „Szczęśliwej drogi już czas”    | Marek Grechuta Vox, Ryszard Rynkowski            |

## Koncert „Nie pytaj o Polskę – #30LatWolności”
- Koncert przebojów ostatniego trzydziestolecia odbył się 16 czerwca 2019[3].
- Podczas koncertu wystąpili artyści urodzeni po 1989 oraz uznane gwiazdy polskiej piosenki[3].
- Reżyser koncertu: Konrad Smuga[4].
- Prowadzący: Artur Orzech, Aleksandra Szwed i Antoni Królikowski.

### Lista wykonawców
| „Nie pytaj o Polskę – #30LatWolności” | „Nie pytaj o Polskę – #30LatWolności”             | „Nie pytaj o Polskę – #30LatWolności”                       |
| Lp.                                   | Wykonawca                                         | Piosenka                                                    |
| ------------------------------------- | ------------------------------------------------- | ----------------------------------------------------------- |
| 1.                                    | Margaret Sarsa                                    | „Tak... Tak... to ja” (z repertuaru Republiki)              |
| 2.                                    | Kamil Bednarek                                    | „List” „Chwile jak te”                                      |
| 3.                                    | De Mono                                           | „Kochać inaczej”                                            |
| 4.                                    | Ewelina Lisowska                                  | „W stronę słońca” „Prosta sprawa”                           |
| 5.                                    | Paweł Kukiz                                       | „Na falochronie” (z repertuaru Emigrantów)                  |
| 6.                                    | Golden Life                                       | „Oprócz błękitnego nieba” (z repertuaru Marka Jackowskiego) |
| 7.                                    | Sarsa                                             | „Zakryj” „Motyle i ćmy”                                     |
| 8.                                    | Ryszard Rynkowski                                 | „Jedzie pociąg z daleka”                                    |
| 9.                                    | Big Day                                           | „W dzień gorącego lata”                                     |
| 10.                                   | Natalia Nykiel                                    | „Error” „Total błękit”                                      |
| 11.                                   | Krzysztof Cugowski                                | „Martwe morze” (z repertuaru Budki Suflera)                 |
| 12.                                   | Reni Jusis                                        | „Zakręcona”                                                 |
| 13.                                   | Maryla Rodowicz Dawid Kwiatkowski                 | „Tango na głos, orkiestrę i jeszcze jeden głos”             |
| 14.                                   | Kamil Bednarek                                    | „Dni, których nie znamy” (z repertuaru Marka Grechuty)      |
| 15.                                   | Edyta Górniak                                     | „To nie ja!”                                                |
| 16.                                   | Stachursky                                        | „Typ niepokorny”                                            |
| 17.                                   | Ich Troje                                         | „Zawsze z Tobą chciałbym być...”                            |
| 18.                                   | Łzy                                               | „Agnieszka już dawno...”                                    |
| 19.                                   | Marcin Rozynek                                    | „Siłacz”                                                    |
| 20.                                   | Margaret                                          | „Byle jak” „Tempo” „Gaja Hornby”                            |
| 21.                                   | Dawid Kwiatkowski                                 | „Jesteś” „Na zawsze”                                        |
| 22.                                   | Kombii                                            | „Sen się spełni”                                            |
| 23.                                   | Sidney Polak                                      | „Otwieram wino”                                             |
| 24.                                   | LemON                                             | „Jutro” „Napraw”                                            |
| 25.                                   | Piotr Rubik Olivia Wieczorek Marcin Januszkiewicz | „Psalm dla Ciebie”                                          |
| 26.                                   | Kasia Cerekwicka                                  | „Na kolana”                                                 |
| 27.                                   | Feel                                              | „Jak anioła głos” „A gdy jest już ciemno”                   |
| 28.                                   | Daria Zawiałow                                    | „Malinowy chruśniak” „Hej Hej!”                             |
| 29.                                   | Ania Dąbrowska                                    | „Z Tobą nie umiem wygrać”                                   |
| 30.                                   | Maryla Rodowicz                                   | „Łatwopalni”                                                |
| 31.                                   | Natalia Nykiel                                    | „Boskie Buenos (Buenos Aires)” (z repertuaru Maanamu)       |
| 32.                                   | Igor Herbut                                       | „Nie pytaj o Polskę” (z repertuaru Obywatela GC)            |

W koncercie miał wystąpić również Michał Szpak, jednak na kilka godzin przed rozpoczęciem widowiska zrezygnował z występu, tłumacząc się problemami zdrowotnymi – zapaleniem krtani.

## Koncert „Scena alternatywna”
- Koncert muzyki alternatywnej odbył się 17 czerwca 2019 (TVP Kultura i TVP1 w godz. 21:00-00:05)[3][4].
- Motywem koncertu było 60-lecie polskiego bigbitu[4].
- Reżyser: Grzegorz Sadurski[4].
- Prowadzący: Agnieszka Szydłowska, Marek Horodniczy[4].

### Lista wykonawców
| „Scena alternatywna” | „Scena alternatywna” | „Scena alternatywna” |
| Lp.                  | Wykonawca            | Piosenka |
| -------------------- | -------------------- | --- |
| 1.                   | The Dumplings        | „Gdybyś kochał, hej!”, „Z brzytwą na poziomki”, „Raj”, „Przykro mi” i „Tam gdzie jest nudno, ale gdzie będziemy szczęśliwi” |
| 2.                   | Miuosh               | „Asfaltowe łąki”, „Nie będę z tobą dłużej”, „Miasto szczęścia”, „Produkcja” i „Wizje”                                       |
| 3.                   | Rebeka               | „Kwiaty we włosach”, „Przydzie taki dzień”, „Elesi”, „Cavegirl Jogging Version”, „Zachód” i „Fale”                          |
| 4.                   | Otsochodzi           | „Co u ciebie słychać?”, „SumieNIE”, „Nagrania”, „OMG” i „Bon Voyage”                                                        |
| 5.                   | Barbara Wrońska      | „Powiedzieliśmy już wszystko”, „Słuchaj rytmu serca”, „Nie czekaj!”, „Dom z ognia i lodu” i „Czarna D”                      |
| 6.                   | Lao Che              | „Automaty”, „Nie raj”, „United Colours of Armagedon” i „Prąd stały / prąd zmienny”                                          |
| 7.                   | Tomasz Lipiński      | „Centrala”, „Mówię Ci, że...”, „To co czujesz, to co wiesz” i „Jeszcze będzie przepięknie...”                               |